# József Ruszoly
József Ruszoly (* 22. März 1940 in Bagamér; † 24. September 2017 in Szeged) war ein ungarischer Rechtshistoriker und Hochschullehrer.

## Leben und Wirken
Ruszoly studierte Rechtswissenschaften an der Universität Szeged und war dort ab 1959 als Demonstrator-Student am Lehrstuhl für Rechtsgeschichte tätig. Nach seiner Promotion zum Dr. iur. 1964 ebenda wurde er Assistent und 1969 Oberassistent. 1977 schloss er seine Aspirantur ab und wurde 1978 in Szeged Universitätsdozent. 1981 wechselte er an die Universität Miskolc, wo er Mitbegründer der dortigen rechtswissenschaftlichen Fakultät wurde. 1986 erhielt Ruszoly in Miskolc den Grad des Doctor Scientiarum und wurde gleichzeitig zum Universitätsprofessor berufen. 1988 wechselte er zurück an die Universität Szeged, wo er bis zu seiner Emeritierung 2005 den ordentlichen Lehrstuhl für Rechtsgeschichte innehatte. Gleichzeitig reorganisierte er zusammen mit Kollegen die rechtswissenschaftliche Fakultät der Universität Debrecen, sodass diese 2000 nach mehr als fünfzigjähriger Ruhezeit ihren Betrieb wieder aufnehmen konnte. Für dieses Verdienst verlieh ihm die Universität Debrecen 2006 die Ehrendoktorwürde.
Ruszolys Forschungsschwerpunkte lagen vor allem in der ungarischen Rechtsgeschichte. Hier konzentrierte er sich besonders auf die unterschiedlichen Wahlsysteme. So handelt sein 1980 veröffentlichtes Hauptwerk von der ungarischen Wahlgerichtsbarkeit zwischen 1848 und 1948. Stets setzte er das Ergebnis seiner Forschungen in einen gesamteuropäischen Kontext und bemühte sich um länderübergreifende Zusammenarbeit. Zeugnis hiervon sind zahlreiche Forschungsaufenthalte insbesondere an deutschen Universitäten wie Heidelberg (dreimal zwischen 1970 und 1994) oder Münster (fünfmal zwischen 1989 und 2008). Des Weiteren forschte Ruszoly zur ungarischen und europäischen Verfassungsgeschichte. Insgesamt stammen über 700 Veröffentlichungen aus seiner Feder. 2016 erhielt er den Iuris Consulto Excellentissimo-díj, den Lebenswerkpreis der Ungarischen Akademie der Wissenschaften. Außerdem erhielt er für sein Engagement für Wissenschaft und juristische Hochschulausbildung den Albert-Szent-Györgyi-Preis (1993) und den Kuno-Klebelsberg-Preis (2008).

## Schriften (Auswahl)
- A választási bíráskodás Magyarországon 1848–1948, Budapest 1980 (ungarisch)
- Beiträge zur neueren Verfassungsgeschichte. Ungarn und Europa, Budapest 2009. (deutsch)
- Európai jog- és alkotmánytöténelem, Szeged 2011. (ungarisch)
- Országgyűlési képviselő-választások Magyarországon 1861–1868, Szeged 2013. (ungarisch)
- Országgyűlési képviselő-választások Magyarországon 1869–1874, Szeged 2013. (ungarisch)